# Всеукраїнський союз земств
Всеукраїнський союз земств — об'єднання губернських земських управ України для захисту їхніх інтересів і здійснення фінансових, культурних, промислових, економічних, соціальних та ін. завдань. Створений у квітні 1918 на чолі з Симоном Петлюрою. Займав антигетьманські позиції. 
За визнанням начальника гетьманського штабу, завдяки Союзу земств Петлюра отримував значно точнішу інформацію про настрої на місцях, а його розпорядження досягали народних мас швидше, ніж розпорядження Скоропадського через бюрократичний апарат.
Фактично припинив діяльність у серпні 1918 після арешту С. Петлюри, а формально перестав існувати у листопаді 1918.